# 孫賢周
孫賢周（韓語：손현주，1965年6月24日—），韓國男演員。

## 經歷
1991年加入KBS而入行，演出多部連續劇。惟出道多年皆只任配角，尤其在一次為古裝劇在大關嶺拍攝時被馬跺破腳小腳趾而至今拒拍古裝劇，2005年才以主角姿態出演《玫瑰色人生》，獲得KBS演技大賞最優秀男演員獎。除《玫瑰色人生》外，其最為突出的作品還有《松藥店的兒子們》，再次贏得KBS演技大賞最優秀男演員獎。
2012年，主演《追擊者 THE CHASER》展現了不屈服於權力的強烈父愛，其真實的表演獲得好評，電視劇亦引起熱烈反響，在同年SBS演技大賞中摘下大賞，為出道22年來首次獲得這項榮譽。 2017年，他凭着电影《普通人》在第39屆莫斯科国际電影节荣获最佳男演员奖。

## 影視作品

### 電視劇
- 1995年：SBS《沙漏》
- 1996年：KBS《顏色》第1話 白色
- 1997年：KBS《初戀》飾演 朱正南
- 1999年：SBS《Happy Together》飾演 朴荷
- 2001年：MBC《結婚的法則》
- 2002年：KBS《在你身邊真好》飾演 崔旻基
- 2003年：MBC《情書》飾演 神父
- 2003年：MBC《出軌》飾演 尚泰
- 2004年：KBS《愛情的條件》飾演 盧光澤
- 2005年：SBS《重返單身》
- 2005年：KBS《玫瑰色人生》飾演 潘誠文
- 2006年：SBS《My Darling Clementine》（共1集）
- 2006年：MBC《狐狸啊，你在做什麼？》飾演 朴炳赫
- 2007年：MBC《H.I.T》飾演 趙奎元
- 2007年：SBS《遇上完美鄰居的方法》飾演 楊德吉
- 2007年：KBS《愛也好恨也好》
- 2007年：SBS《糟糠之妻俱樂部》飾演 吉億（大饼脸）
- 2008年：SBS《老千》飾演 高光烈
- 2009年：KBS《松藥局的兒子們》飾演 宋真風
- 2009年：SBS《吞噬太陽》
- 2010年：SBS《濟眾院》飾演 許蔿
- 2010年：SBS《鄰居冤家》飾演 金成宰
- 2011年：SBS《微笑，媽媽》飾演 議長（特別出演）
- 2011年：SBS《要帥氣的生活》飾演 羅代拉
- 2012年：SBS《追擊者 THE CHASER》飾演 白弘錫
- 2013年：SBS《黃金帝國》飾演 崔旼宰
- 2014年：SBS《Three Days》飾演 李東輝
- 2016年：tvN《Signal》飾演 張英哲
- 2017年：tvN《犯罪心理》飾演 姜基炯
- 2019年：KBS《JUSTICE》飾演 宋佑榮
- 2020年：JTBC《梨泰院Class》飾演 朴成烈
- 2020年：JTBC《模範刑警》飾演 姜道昌
- 2022年：MBC《Tracer》飾演 仁泰俊[5]
- 2022年：JTBC《模範刑警2》飾演 姜道昌
- 2024年：tvN《魅惑之人》飾演 姜伉洵
- 2024年：ENA《法官大人》飾演 宋判浩
- 2025年：SBS《我們的巧克力瞬間》飾演 瑟淇父（特別出演）
- 未定：Netflix《The Wonder Fools》飾演 河元道

### 電影
- 1996年：《Piano Man》
- 1998年：《The Happenings》（未播出）
- 1999年：《The Spy》
- 2001年：《殺手公司》
- 2004年：《Two Guys》（客串）
- 2004年：《孟父三遷之教》
- 2004年：《阿騙正傳》飾演 朴亨思
- 2005年：《阿達刑警》飾演 姜宗泰
- 2006年：《連理枝》饰演 闵科长
- 2007年：《拳擊女郎》饰演 金秀贤
- 2008年：《驚險遊戲》飾演 閔泰錫
- 2013年：《偉大的隱藏者》飾演 金泰源
- 2013年：《捉迷藏》飾演 盛修
- 2015年：《惡意編年史》飾演 崔昌植
- 2015年：《贖命鈴聲》飾演 高東昊
- 2016年：《狩獵》飾演 孫班長（特别出演）
- 2017年：《普通人》飾演 姜成陣
- 2017年：《Real》饰演 宰焕的病人（友情出演）
- 2019年：《戲子們：傳聞操縱團（朝鲜语：광대들: 풍문조작단）》飾演 韓明澮
- 2022年：《非常杀手》（客串）
- 2020年：《黄金之旅》饰演 康班长（特别出演）
- 2022年：《春日》饰演 浩成
- 2022年：《闲山：龙的出现》饰演 元均
- 2025年：《烧酒战争》

## 獲獎
- 2005年：KBS演技大賞—男子最優秀演技獎、最佳熒幕情侶獎（與崔真實）《玫瑰色人生》
- 2008年：SBS演技大賞—特別企劃部男子配角獎《老千》
- 2009年：KBS演技大賞—男子最優秀演技獎《松藥店的兒子們》
- 2010年：KBS演技大賞—男子特輯單幕劇賞
- 2010年：SBS演技大賞—連續劇部門 男子最優秀演技獎《鄰居冤家》
- 2012年：SBS演技大賞—十大明星獎、大賞《追擊者 THE CHASER》
- 2013年：第49屆百想藝術大賞—TV部門 男子最優秀演技獎《追擊者 THE CHASER》
- 2013年：第40屆韓國放送大賞—演員獎《追擊者 THE CHASER》
- 2017年：第39屆莫斯科国际電影節—最佳男主角獎《普通人》
- 2017年：2017韩国电影璀璨明星獎—最佳明星獎《普通人》

## 外部連結
- 孫賢周的Instagram帳戶
- 孫賢周在NAVER上的资料
- 孫賢周在Daum上的资料
- 孫賢周在豆瓣上的资料（简体中文）